# Vilka Sipilä
Vilka Sipilä (* 13. Dezember 1987) ist ein finnischer Schachspieler.

## Leben
Das Schachspielen begann der aus Turku stammende Vilka Sipilä im Alter von zehn Jahren.

## Erfolge
Bei der finnischen Einzelmeisterschaft 2010 in Helsinki wurde er hinter Mika Karttunen Zweiter, die finnische Einzelmeisterschaft 2012 ebendort konnte er gewinnen. Ebenfalls 2012 gewann er die finnische Meisterschaft im Schnellschach in Mänttä-Vilppula mit 6,5 Punkten aus 7 Partien. Beim Rilton Cup 2012/13 in Stockholm, den Michał Krasenkow gewann, wurde Vilka Sipilä mit 6,5 Punkten aus 9 Partien Fünfter und sicherte sich mit einer Elo-Leistung von 2679 eine Norm für den Großmeister-Titel. Eine weitere Großmeister-Norm erzielte er im Juni 2014 beim Visma-Turnier im schwedischen Växjö, bei dem er unter anderem gegen Henrik Danielsen gewann. 2016 gewann er zum zweiten Mal die finnische Meisterschaft.
Für die finnische Nationalmannschaft spielte er bei den Schacholympiaden 2010 in Chanty-Mansijsk (am Reservebrett), 2012 in Istanbul (am vierten Brett) und 2014 (ebenfalls am vierten Brett) in Tromsø mit einem positiven Gesamtergebnis von 14 Punkten aus 27 Partien (+12 =4 −11). Außerdem spielte er für Finnland bei der Mannschaftseuropameisterschaft 2013 in Warschau am zweiten Brett. Vereinsschach spielte er für die Mannschaft TuTS aus Turku.
Seit September 2012 trägt er den Titel Internationaler Meister. Die Normen hierfür erzielte er in der finnischen Mannschaftsmeisterschaft der Saison 2011/12 mit Übererfüllung (er besiegte dabei unter anderem die Großmeister Normunds Miezis und Maxim Nowik und spielte remis gegen die Großmeister Jewgeni Soloschenkin und Robert Hübner), bei seinem Sieg bei der finnischen Einzelmeisterschaft 2012 (ebenfalls mit Übererfüllung) sowie in der Gruppe A des Open de Sants in Barcelona im August 2012.
Seine höchste Position in der finnischen Elo-Rangliste war der vierte Platz im August 2025.